# 山绿柴
山绿柴（学名：Rhamnus brachypoda）为鼠李科鼠李属下的一个种。多刺灌木，高1.5-3米。

## 扩展阅读
- 維基物種上的相關：山绿柴